# جابرييل إناتشي
جابرييل إناتشي (بالرومانية: Gabriel Enache)‏ (18 أغسطس 1990 في رومانيا - ) هو لاعب كرة قدم روماني في مركز الوسط. شارك مع منتخب رومانيا تحت 21 سنة لكرة القدم ومنتخب رومانيا لكرة القدم. أما مع النوادي، فقد لعب مع روبين كازان ونادي أسترا جورجو ونادي بارتيزان ونادي ستيوا بوخارست ونادي ميوفيني ‏.

## وصلات خارجية
- جابرييل إناتشي على موقع الاتحاد الأوربي (الإنجليزية)
- جابرييل إناتشي على موقع قاعدة بيانات كرة القدم.إي يو (الإنجليزية)
- جابرييل إناتشي على موقع ناشيونال فوتبول تيمز (الإنجليزية)
- جابرييل إناتشي على موقع Soccerbase.com (لاعب) (الإنجليزية)
- جابرييل إناتشي على موقع Soccerway.com (الإنجليزية)
- جابرييل إناتشي على موقع عالم كرة القدم.نت (الإنجليزية)
- جابرييل إناتشي على موقع AS.com (الإسبانية)